# Lönö fyr

Lönö fyr är en fyr placerad på Lönö på Bråvikens södra sida, i Östgötaskärgården.